# Густав Мерч
Густав Мерч (нім. Gustav Mertsch; 17 січня 1901, Проніттен — 7 лютого 1986) — німецький офіцер, штандартенфюрер СС. Кавалер Німецького хреста в золоті.

## Біографія
В 1919-20 роках — член Прикордонної охорони «Східна Пруссія». 7 квітня 1919 року вступив в артилерію рейхсверу. В 1931 році вступив в Сталевий шолом, 1 листопада 1932 року — в НСДАП (квиток №1 360 484), 5 червня 1933 року — в СС (посвідчення №181 331). З квітня 1936 року служив у зенітних частинах. В жовтні 1938 року вийшов у відставку. 
З 1 червня 1939 року — командир 7-ї батареї артилерійського полку частин посилення СС. Учасник Польської кампанії. З 18 жовтня 1939 року — командир 4-ї батареї свого полку, з 9 квітня 1940 року — 2-го дивізіону артилерійського полку лейбштандарту. Учасник Французької і Балканської кампаній, а також німецько-радянської війни. З 8 липня 1942 року — командир 4-ї батареї свого полку, з 20 квітня 1943 по 10 липня 1944 року —1-го артилерійського полку. У вересні 1944 року відряджений в штаб 3-го танкового корпусу СС і до 21 жовтня виконував обов'язки командира 17-ї танково-гренадерської дивізії СС «Гьотц фон Берліхінген». З листопада 1944 року — командувач артилерією 13-го армійського корпусу СС.

## Звання
- Обервахмістр (1 липня 1930)
- Гауптштурмфюрер СС (9 листопада 1936)
- Лейтенант резерву (1 липня 1938)
- Штурмбаннфюрер СС (1 вересня 1940)
- Оберштурмбаннфюрер СС (20 квітня 1943)
- Штандартенфюрер СС (30 січня 1944)

## Нагороди
- Медаль «За вислугу років у Вермахті» 4-го, 3-го і 2-го класу (18 років)
- Медаль «У пам'ять 1 жовтня 1938» із застібкою «Празький град»
- Медаль «За вислугу років у СС» 4-го і 3-го ступеня (8 років)
- Залізний хрест
  - 2-го класу (26 вересня 1939)
  - 1-го класу (14 квітня 1941)
- Нагрудний знак «За участь у загальних штурмових атаках»
- Орден Зірки Румунії, лицарський хрест з мечами (16 липня 1942)
- Медаль «За зимову кампанію на Сході 1941/42»
- Німецький хрест в золоті (21 квітня або 2 вересня 1942)
- Хрест Воєнних заслуг 2-го класу з мечами
- Орден «За хоробрість» 4-го ступеня, 1-й клас (Болгарія)
- Кримський щит
- Нагрудний знак «За поранення» в сріблі